# Amastus bolivianus
Amastus bolivianus là một loài bướm đêm thuộc phân họ Arctiinae, họ Erebidae.